# Plagiothecium enerve
Plagiothecium enerve là một loài rêu trong họ Plagiotheciaceae. Loài này được (Broth.) Q. Zuo mô tả khoa học đầu tiên năm 2011.